# Herbert Kolb (Mediziner)
Herbert Kolb (* 15. Februar 1922; † 13. August 2009 in Stuttgart) war ein deutscher Arzt und Hochschullehrer.

## Leben
Kolb studierte ab 1940 Medizin an der Eberhard Karls Universität Tübingen. In dieser Zeit wurde er Mitglied der Kameradschaft Ostland. Das Studium wurde durch den Einzug zur Wehrmacht und Kriegsgefangenschaft unterbrochen. Im Juli 1951 wurde er mit der Dissertation Recurrensschädigungen nach Strumektomien zum Dr. med. promoviert.
Nach einer Tätigkeit am Robert-Bosch-Krankenhaus kam Kolb 1955 an das Katharinenhospital. 1957 wurde er vom Stuttgarter Gemeinderat zum Leiter der Blutzentrale bestellt. Die Transfusionsmedizin wurde von Kolb durch zahlreiche Neuentwicklungen und Patente wesentlich beeinflusst. Er brachte seine Erfahrungen im DIN-Normenausschuss und in der Richtlinienkommission für das Blutspendewesen der Bundesrepublik Deutschland ein. Neben seiner umfangreichen Tätigkeit als Ärztlicher Direktor der Blutzentrale war Herbert Kolb ständiger Vertreter des Ersten Ärztlichen Direktors des Katharinenhospitals und stellvertretendes Mitglied des Krankenhausdirektoriums. Des Weiteren war er Ärztlicher Leiter der Lehranstalt für Technische Assistenten in der Medizin am Katharinenhospital sowie Lehrbeauftragter am Institut für Biomedizinische Technik der Universität Stuttgart.
Als Kolb 1987 in den Ruhestand ging, pflegte er weiterhin einen intensiven Kontakt zu den Ärztlichen Direktoren des Klinikums und nahm Anteil an dessen Entwicklung.

## Auszeichnungen
- 1984 Bundesverdienstkreuz am Bande des Verdienstordens der Bundesrepublik Deutschland
- 2003 Anny-Arndt-Hanser-Medaille der Arbeitsgemeinschaft der Ärzte staatlicher und kommunaler Bluttransfusionsdienste e.V